# 田瀬和夫
田瀬 和夫（たせ かずお、1967年 - ）は、元デロイト トーマツ コンサルティング執行役員および世界戦略室ディレクター。東京外国語大学博士後期課程在籍、大阪大学大学院国際公共政策研究科・招聘教授、筑波大学大学院・非常勤講師。前国際連合人道問題調整部・人間の安全保障上級顧問。国連フォーラム代表幹事および共同代表。

## 来歴・人物
1967年、福岡県出身。鹿児島県私立ラサール中学・高校、東京大学工学部原子力工学科卒業。1991年、東京大学経済学部に学士入学をするが、同年度外務公務員I種試験合格し、翌年外務省入省。その際に東大経済学部を中途退学する。
外務省入省後、国連政策課、人権難民課、国際報道課、アフリカ二課、国連行政課、国連日本政府代表部一等書記官を歴任。その間、1993年から1995年、ニューヨーク大学法学院客員研究員を務める。
2001年から2年間、緒方貞子氏の補佐官として「人間の安全保障委員会」事務局勤務。2004年9月より国際連合事務局・人道調整部・人間の安全保障ユニットに出向。2005年11月外務省を退職、同月より人間の安全保障ユニット課長、2010年10月より3年間はパキスタンにて国連広報センター長。外務省での専門語学は英語、河野洋平元外務大臣、田中真紀子元外務大臣等の通訳を務めた。2014年5月に国連を退職、同6月よりデロイト トーマツ コンサルティングの執行役員・ディレクターに就任。グローバル化する経済の中で、日本企業と国際機関の協調、人権基準の導入などをサポートしている。
2004年に、国連が取り組む地球規模の問題解決への日本での理解と人材育成を促進するために、情報共有と議論の場の提供を目的とした「国連フォーラム」を同年10月24日（国連の日）に久木田純ら同志と創設。代表幹事・共同代表を務めている。

## 略歴
- 1986年3月　鹿児島県私立ラサール高校卒業
- 1986年4月　東京大学理科I類入学
- 1991年3月　東京大学工学部原子力工学科卒業
- 1991年4月　東京大学経済学部に学士入学
- 1992年3月　外務省入省のため東京大学経済学部を中退
- 1993年7月　ニューヨーク大学法学院にて2年間客員研究員
- 2011年4月　東京外国語大学博士後期課程に入学

## 職歴

### インターンほか
- 1990年7月～1990年12月 マッキンゼー・アンド・カンパニー日本支社にてインターン
- 1991年4月～1992年3月 Communication Intelligence Corporation (CIC)にて技術通訳

### 外務省
- 1992年4月～1992年9月 外務省入省、外務報道官組織国際広報課・外務事務官
- 1992年10月～1993年6月 外務省国際連合局国連政策課・外務事務官
- 1993年7月～1995年6月 外務省在アメリカ合衆国日本国大使館・外交官補（語学研修留学）
- 1995年7月～1997年6月 外務省総合外交政策局国際社会協力部人権難民課・外務事務官
- 1997年7月～1999年6月 外務省報道官組織国際報道課・外務事務官
- 1999年7月～2000年6月 外務省中東アフリカ局アフリカ二課・課長補佐
- 2000年7月～2001年12月 外務省総合外交政策局国際社会協力部国連行政課・課長補佐

### 国際連合関係
- 2001年12月～2003年12月 国際連合人間の安全保障委員会・緒方貞子議長補佐官
- 2004年1月～2004年11月 外務省国際連合日本政府代表部・一等書記官
- 2004年11月～2010年9月 国際連合人道問題調整事務所人間の安全保障ユニット課長
- 2010年10月～2013年5月 在パキスタン国連広報センター長
- 2013年5月～2014年5月 国際連合人道問題調整事務所人間の安全保障上級顧問

### 教育機関
- 2010年10月～現在 大阪大学大学院国際公共政策研究科・招聘教授
- 2013年11月～現在 筑波大学大学院・非常勤講師

### 現職
- 2014年6月～ デロイト トーマツ コンサルティング株式会社　執行役員・国際戦略室ディレクター

## 社会的活動
国連フォーラム共同幹事・創設幹事

## 所属学会
国際連合学会会員

## 技能・資格
- 外務省公式英語通訳官（皇族ならびに河野洋平、田中真紀子元外務大臣ほかの通訳）
- ウルドゥ語、韓国語、仏語初級
- C++等によるプログラミング、htmlやJavascript等によるウェブサイト構築
- 国連広報に使用できるレベルでの写真撮影技術

## 論文
- 田瀬和夫「画像処理による非線形き裂進展挙動に関する研究」、東京大学工学部原子力工学科卒業論文、1991年
- Shibata, A., and Tase, K (1994) "Japan’s Official Development Assistance and the Diet: A Case Study on the Role of Legislature in Japanese Foreign Affairs "

## 報告書など
- Commission on Human Security (2003) Chapter 1 Human Security Now, pp 1- 19, Chapter 8 Ways to Advance the Security of People, pp 129-143, "Human Security Now", New York: Commission on Human Security
- "Human Security" Report of the Secretary-General (A/64/701)（2010）（国際連合事務総長報告・国連文書）

## 共著
- 田瀬和夫・武見敬三、　「第2部第1章人間の安全保障と日本の役割」、東海大学平和戦略国際研究所編『21世紀の人間の安全保障』東海大学出版社、2006年
- 岡崎悦子・田瀬和夫、第7章「人間の安全保障とジェンダー」、守本ともこ監修・堀内美由紀編集「国際看護への学際的アプローチ」日本放射線技師会出版会、2009年

## その他
- 人間の安全保障委員会著『安全保障の今日的課題』朝日新聞社、2003年　（"Human Security Now"の翻訳統括を担当）